# Chapelle Saint-Jean de Saint-Michel-l'Observatoire
Pour les articles homonymes, voir Chapelle Saint-Jean.
La chapelle Saint-Jean, également nommée sous le vocable de chapelle Saint-Jean-de-Fuzils, est une chapelle située à Saint-Michel-l'Observatoire, en France.

## Description
De style roman, la chapelle dispose d'une abside voutée, en cul-de-four et couverte en lauzes. 

## Localisation
La chapelle est située sur la commune de Saint-Michel-l'Observatoire, dans le département français des Alpes-de-Haute-Provence, dans le quartier d'Aurifeuille.

## Historique
Cette chapelle est construite au XIe siècle, elle dépendait de l'abbaye Saint-Victor de Marseille, avant d'être cédée à l'abbaye Saint-André de Villeneuve-lès-Avignon, au XIIe siècle. 
L'édifice est inscrit au titre des monuments historiques en 1979.